# دژ آپاچی (برانکس)
دژ آپاچی، برانکس (انگلیسی: Fort Apache, The Bronx) فیلمی در ژانر جنایی، مستند درام، و درام به کارگردانی دنیل پتری است که در سال ۱۹۸۱ منتشر شد.

## بازیگران
- پل نیومن
- اد اسنر
- کن وال
- دنی آیلو
- ریچل تیکوتین
- پم گریر
- کتلین بلر
- کلیفورد دیوید
- مایکل دی هیگینز